# Nepediwka
Nepediwka (ukr. Непедівка) – wieś na Ukrainie, w obwodzie winnickim, w rejonie chmielnickim, w hromadzie Hłuchiwci. W 2001 liczyła 956 mieszkańców, spośród których 944 wskazało jako ojczysty język ukraiński, 10 rosyjski, 1 ormiański, a 1 inny.